# Elektrodekantacja
Elektrodekantacja - metoda oczyszczania zolu, zbliżona do elektrodializy, stosowana w przypadku naładowanych cząstek zolu. Przegrody półprzepuszczalne umieszcza się tu poziomo i tak przykłada napięcia, aby cząstki zolu gromadziły się w wyniku elektroforezy w pobliżu dolnej przegrody. Następnie roztwór nie zawierający cząstek zolu w górnej części przestrzeni między przegrodami oddekantowuje się i dolewa czystego rozpuszczalnika. Cały proces jest powtarzany kilkakrotnie.